# Marfrig
Marfrig ist das drittgrößte brasilianische Unternehmen in der Lebensmittelindustrie, nach JBS S. A. und Brasil Foods sowie einer der größten Rindfleisch-Produzenten der Welt. Das Unternehmen hat seinen Sitz in São Paulo.
Hauptgeschäftsfeld ist die Verarbeitung von Fleisch (Rinder, Schweine, Schafe, Geflügel). Die Gruppe hat in 17 Ländern Produktionsstätten und ist in ca. 160 Staaten der Erde aktiv. Das Unternehmen war einer der offiziellen Sponsoren der Fußball-Weltmeisterschaften 2010 in Südafrika und 2014 in Brasilien.

## Geschichte
Marfrig wurde 1986 als Händler von Rindfleisch für Restaurantketten gegründet. Ab 2005 begann das Unternehmen ins Ausland zu expandieren. Es wurden Unternehmen in Argentinien, Chile und Uruguay übernommen. Seit 2007 ist Marfrig im Bovespa-Index notiert. 2008 wurde mit Moy Park der größte Hühnerfleischproduzent Irlands übernommen. Zwei Jahre später wurde der US-amerikanische Fleischproduzent Keystone Foods übernommen. Im Jahr 2020 übernahm Marfrig mit National Beef einen der größten Wettbewerber auf dem nordamerikanischen Markt für Rindfleisch.
Im Mai 2025 gaben Marfrig und der ebenfalls brasilianische Konkurrent BRF bekannt, zu MBRF zu fusionieren.